# Crédito agrícola
Crédito agrícola ou crédito rural é uma modalidade específica de crédito bancário destinado a satisfazer as necessidades dos agricultores e das entidades directamente ligadas à agricultura.  Dadas as suas características especiais, o crédito agrícola goza na maior parte dos países de um enquadramento jurídico específico e de formas de organização que diferem por vezes substancialmente da banca comercial, sendo frequente formas de organização mutualistas e cooperativas. 